# T.A.T.u. The Best
t.A.T.u. The Best – specjalne wydawnictwo zespołu t.A.T.u. zawierające największe hity grupy (m.in. Ja soszła s uma, Nas nie dogoniat, All the Things She Said, All About Us czy Gomenasai), remiksy, relacje z koncertów na DVD, teledyski oraz nowe utwory. Zestaw trafił na półki sklepowe we wrześniu 2006 roku.
Jest to ostatni album t.A.T.u. wydany we współpracy z Inerscope/Universal Music, podsumowujący wspólną działalność. Sam zespół był przeciwny wydaniu płyty "Best Of". Na pytanie dlaczego taka składanka pojawiła się na rynku wokalistki t.A.T.u. stwierdziły: Dlatego, że zakończyła się współpraca z Interscope i to oni zdecydowali, żeby wydać ten album. Nie spodobał nam się ten pomysł, no ale niech już będzie... Jedynym singlem promującym album był "Loves Me Not".
t.A.T.u. The Best nie odniosło większego sukcesu, choć zostało zauważone na kilku krajowych listach sprzedaży płyt – m.in. w Rosji, Estonii, Meksyku czy na Tajwanie. W Polsce kompilacja zajęła 65. miejsce w rankingu najchętniej kupowanych płyt we wrześniu 2006 r. oraz dotarła do 1. miejsca w rankingu płyt portalu muzyka. onet.pl. Na świecie sprzedano pół miliona egzemplarzy składanki.

## Lista utworów

### Płyta 1 (CD)
1. All About Us
2. All the Things She Said
3. Not Gonna Get Us
4. How Soon is Now?
5. Loves Me Not
6. Friend or Foe (Radio Version)
7. Gomenasai
8. Null and Void
9. Cosmos (Outer Space) (She Wants Revenge Remix)
10. Show Me Love (Radio Version)
11. Craving (I only want what I can't have) (Bollywood mix)
12. Nie wier', nie bojsia (Eurovision Song)
13. 30 Minutes
14. Divine (Extended Version)
15. Perfect Enemy
16. All the Things She Said (Dave Aude Remix Edit)
17. Ludi inwalidy (Russian version Remix)
18. Loves me not (Glam as you mix radio edit)
19. Nas nie dogoniat
20. Ja soszła s uma

### Płyta 2 (DVD)
Koncerty
1. Glam As You 2005 – wideo z Francji

Jak kręcono
1. All About Us
2. Friend or Foe (feat. Sting)
3. Gomenasai (feat. Richard Carpenter)

Teledyski
1. All About Us – Remix
2. Friend or Foe – Remix
3. All the Things She Said – Remix
4. Not Gonna Get Us – Remix
5. All About Us (pełna wersja)
6. Gomenasai
7. Gomenasai (animated version)
8. How Soon is Now?
9. Ludi invalidy

Zwiastuny albumów
1. TV Spots from Around the World

## Notowania
| Kraj/Region | Pozycja | Status | Sprzedaż |
| ----------- | ------- | ------ | -------- |
| Estonia     | 10      |        |          |
| Meksyk      | 5       |        |          |
| Polska      | 65      |        |          |
| Rosja       | 2       |        | 100.000  |
| Tajwan      | 1       |        |          |
| Włochy      | 88      |        |          |
| Świat       |         |        |          |
|             | 500 000 |        |          |